# San Sebastián Ixcapa
San Sebastián Ixcapa là một đô thị thuộc bang Oaxaca, México. Năm 2005, dân số của đô thị này là 3364 người.